# Bert McCaffrey
Albert John „Bert” McCaffrey (Kanada, Ontario, Chesley, 1893. április 11. – 1955. április 15.) olimpiai bajnok és Stanley-kupa-győztes kanadai jégkorongozó.
Részt vett az 1924-es téli olimpián mint a kanadai válogatott védője. A csoportból nagyon könnyen jutottak tovább. A támadók összesen 85 gólt ütöttek 3 mérkőzésen. A döntő csoportban is egyszerű dolguk volt, és 3 mérkőzésen mindössze 3 gólt kaptak illetve 47-et szereztek. Ő maga összesen 19 gólt ütött 5 mérkőzésen.
Ez a kanadai válogatott valójában egy klubcsapat volt, a Toronto Granites, amely amatőr játékosokból állt.
Amatőr pályafutását 1916-ban kezdte. Több csapatban is játszott (Toronto Riversides (1916–1917), Toronto Crescents (1917–1918), Toronto Dentals (1918–1919), Parkdale Canoe Club (1919–1920), mígnem 1920-ban a Granitesbe került. 1922-ben és 1923-ban megnyerte az Allan-kupát, amiért a kanadai senior amatőr csapatok versengenek.
1924-ben lett profi, amikor csatlakozott a National Hockey League-es Toronto St. Patrickshez. A csapatban 1928-ig maradt, ám 1927-ben átnevezték Toronto Maple Leafsre. 1928-ban a Pittsburgh Piratesszel elcserélték. Itt 1930-ig maradt, mert ekkor elcserélték a Montréal Canadiensbe. A szezon végén Stanley-kupa-győztes lett. Még egy évig volt a Canadiensszel. 1931-ben is bajnok lett a Montréal és elvileg ő is, mert 22 mérkőzést játszott, de a neve nem került fel a kupára, mert a szezon közben a Canadian-American league-be került a Providence Redsbe. Még két évet játszott ebben a ligában a Philadelphia Arrowsban és 1933-ban visszavonult.